# Tragédia do Sarriá
Tragédia do Sarriá foi como ficou conhecida a partida Brasil 2 – 3 Itália, pela segunda fase da Copa do Mundo de 1982. O jogo, considerado um dos maiores da história do futebol, foi disputado em 5 de julho de 1982, no Estádio Sarriá, que deu origem ao seu apelido.
Devido ao futebol artístico e puramente simples, a seleção brasileira de 1982 era comparada à seleção tricampeã em 1970.. No Brasil, a derrota dividiu os analistas, com uma corrente considerando a eliminação para a Itália como um "acidente", ou uma "uma tragédia" (daí o nome "Tragédia do Sarriá"), representando a vitória do pragmatismo sobre o futebol arte.. Outra corrente prefere dar crédito à qualidade da seleção italiana, defendendo a ideia de que era uma equipe melhor, apesar de seu futebol defensivo.

## A Partida

### Pré-jogo
Na copa do Mundo de 1982, as chamadas "quartas de finais" foi organizada de forma diferente do mata-mata tradicional. Foram formados quatro grupos com três equipes cada. O Brasil caiu no Grupo 3, ao lado de Itália e Argentina. A Argentina, do jovem Maradona, perdeu por 2x1 para os italianos e por 3x1 para os brasileiros. Por conta deste melhor saldo de gols, o Brasil começaria a partida com a vantagem de um empate para se classificar para as semifinais.
A partida começou às 12h15, no horário de Brasília. Na véspera, Zico era dúvida e foi submetido a um teste de força, pouco antes da partida, para ter a escalação confirmada. Caso Zico não pudesse ir a campo, Telê Santana pretendia escalar Paulo Isidoro ou Renato. Gilberto Tim, o preparador físico da seleção, garantiu que a equipe estava fisicamente saudável. Telê Santana acreditava que a Itália jogaria de forma defensiva exercendo a marcação homem a homem: "Estamos preparados para enfrentar qualquer sistema defensivo". Falcão, que já era ídolo na Roma, alertou para os perigos da equipe italiana: "nas cobranças de escanteio, o Collovati costuma ir para o ataque cabecear. O Bruno Conti [companheiro de clube de Falcão] é, na minha opinião, o jogador mais criativo do time e o Gentile é um bom marcador e é claro que a Itália irá jogar um futebol de marcação. Eles têm, há tempos esse tipo de jogo, e o Bearzot entende que sua equipe tem de fazer esse tipo de jogo para obter sucesso, saindo sempre em contragolpes. Estamos preparados para enfrentá-los e creio que vamos superar qualquer tipo de obstáculo que tivermos pela frente." 
A Itália havia apresentado um futebol elogiado na Copa do Mundo FIFA de 1978, com diversos jogadores jovens e técnicos. Porém, em 1982, a Itália estava em crise com a torcida e imprensa. O técnico Enzo Bearzot foi criticado por não ter convocado para a copa Evaristo Beccalossi, da Inter, e Roberto Pruzzo, da Roma, o artilheiro dos dois últimos campeonatos italianos, preferindo Paolo Rossi que vinha de uma suspensão de dois anos, decorrente de seu envolvimento no escândalo Totonero 1980. Durante o mundial, a Itália apresentou um futebol pobre na primeira fase, com três empates, 0x0 com a Polônia, e 1x1 com Peru e Camarões. A equipe se classificou apenas no número de gols marcados, superando Camarões (que havia empatado seus outros dois jogos em 0x0 e, portanto, tinha um gol a menos), aumentando as críticas aos jogadores e técnico. Ao mesmo tempo, a alta premiação que os jogadores receberiam em caso de conquista numa época em que a Itália vivia crise econômica acirrou os ânimos. Em resposta, os jogadores e a comissão técnica pararam de falar com a imprensa, no caso conhecido como "silenzio stampa".
Segundo o jornalista Jorge Kajuru, na manhã do jogo Telê Santana, Falcão, Sócrates, Zico ficaram revoltados porque Éder negociou com uma "empresa brasileira forte" para quando houvesse um gol dele, comemoraria na frente da placa. "Isso aí era uma sacanagem, porque o gol ele não fazia sozinho. Ele recebia o passe, era um time, plural, não era singular.".  Edinho confirmou em entrevista para a Placar em 1986: "Éder e Sócrates ganhavam 1 000 dólares para comemorar cada gol perto da placa". 
Na terceira partida, com o Brasil já classificado, Telê Santana queria poupar jogadores, mas os craques da seleção não deixaram. "Pressionaram o Telê" recorda Edinho: "E ele teve que ceder. Havia, para alguns, muita coisa em jogo: ser artilheiro da copa, entrar na seleção do mundial, fazer o gol mais bonito, ser o craque da Copa e se transferir para a Europa. O raciocínio era individual". . Nessa partida, Telê Santana faria apenas uma substituição no jogo, repetindo Zagallo em 1974, Zagallo em 1998 e Dunga em 2010 como técnicos eliminados sem queimar todas as substituições permitidas.
O Brasil era amplamente favorito. Antes do confronto, Bearzot afirmara que o "Brasil é o único time com pelo menos 16 estrelas e sem fraquezas".
Paolo Rossi descreveu o clima no vestiário italiano: "A tensão antes do jogo. Eu estava nervoso, ansioso. Eu sabia que todos estavam esperando grandes coisas de mim, mas eu ainda não tinha conseguido fazer nada de bom. Apenas críticas, performances ruins. De manhã, eu lembro, fiquei particularmente agitado, dormi no quarto com o Cabrini, conversei com ele por um tempo, depois houve o encontro técnico e o Bearzot explicou como deveríamos jogar, ele deu a todos uma tarefa específica, você marca isso, Gentile cuida do Zico, outro de Sócrates, Oriali vai em Eder ... Para mim ele só disse: Paolo, você está calmo e joga. Você vai ver que vai dar certo".
| Classificação do Grupo 3                                                                           | Classificação do Grupo 3 | Classificação do Grupo 3 | Classificação do Grupo 3 | Classificação do Grupo 3 | Classificação do Grupo 3 | Classificação do Grupo 3 | Classificação do Grupo 3 | Classificação do Grupo 3 | Classificação do Grupo 3 |
| Pos                                                                                                | Seleção                  | Pts                      | J                        | V                        | E                        | D                        | GP                       | GC                       | SG                       |
| -------------------------------------------------------------------------------------------------- | ------------------------ | ------------------------ | ------------------------ | ------------------------ | ------------------------ | ------------------------ | ------------------------ | ------------------------ | ------------------------ |
| 1                                                                                                  | Brasil                   | 2                        | 1                        | 1                        | 0                        | 0                        | 3                        | 1                        | +2                       |
| 2                                                                                                  | Itália                   | 2                        | 1                        | 1                        | 0                        | 0                        | 2                        | 1                        | +1                       |
| 3                                                                                                  | Argentina                | 0                        | 2                        | 0                        | 0                        | 2                        | 2                        | 5                        | -3                       |
| *Notas: 2 pontos para o vencedor e 1 para o empate. Primeiro critério de desempate: Saldo de Gols. |                          |                          |                          |                          |                          |                          |                          |                          |                          |

| Resultados do Grupo 3 | Resultados do Grupo 3 | Resultados do Grupo 3 | Resultados do Grupo 3 |
| --------------------- | --------------------- | --------------------- | --------------------- |
| 29 de junho           | Itália                | 2 – 1                 | Argentina             |
| 2 de julho            | Argentina             | 1 – 3                 | Brasil                |

|  |                      |
|  | Eliminada na 2ª Fase |

### O jogo

#### 1º Tempo
O jogo começa e a Itália logo tem uma oportunidade, desperdiçada por Rossi, que falha no arremate. Na segunda chance, porém, ele não desperdiçou. Cabrini cruzou e Rossi, sozinho, testou sem chances para Waldir Peres. Eram 5 minutos de jogo e a Itália saía na frente.
O Brasil precisava buscar o empate e correu atrás, encurralando a Itália no seu campo. Primeiro, Serginho desperdiçou uma oportunidade clara, cara a cara com o goleiro. Mas o Brasil seguiu atacando. Sócrates pega a bola na defesa, avança, tabela com Zico, que gira entre os marcadores e devolve para Sócrates, que acerta um chute em ângulo difícil. É o empate brasileiro, logo aos 12 minutos de jogo.
No 25º minuto de jogo, Cerezo tenta um passe cruzado,ainda no campo de defesa, para Oscar. Rossi se antecipa, rouba a bola e chuta. Itália na frente novamente. Em entrevista logo após a derrota para a Itália, Júnior descreveu a reação em campo:
| “ | “Quando a Itália fez o segundo gol, olhei para o Cerezo e ele estava chorando. Fiquei louco de raiva. Descontrolado mesmo. Fui até ele e disse: ‘Se você não parar de chorar agora, meto-lhe a mão na cara. Este é um jogo para homens, Toninho. Se você está com medo, saia logo’ | ” |

O Brasil partiu para cima, encurralando a Itália novamente. Num lance dentro da área, Gentile puxa a camisa de Zico, chegando a rasgá-la. Pênalti clarissimo que o juiz não viu. De nada adiantou as reclamações brasileiras, e de Zico mostrar a camisa rasgada para o árbitro. A alegação da arbitragem é que o lance já se encontrava paralisado, pois Zico estava impedido. O jogo seguiu, e o primeiro tempo terminou mesmo 2 x 1 Itália.

#### 2º Tempo
O Brasil começou o segundo tempo como terminou o primeiro: pressionando. Antes de conseguir empatar, desperdiçou 2 oportunidades: a primeira com Falcão, e a outra com Serginho.
Aos 23 minutos, o Brasil conseguiu empatar. Júnior saiu da lateral para o meio e passou para Falcão na entrada da área. O ídolo colorado recebeu, virou o corpo como se fosse passar para Cerezo (que entrava em velocidade puxando a marcação), mas rapidamente mudou de direção, abrindo um clarão à sua frente. Pé esquerdo na bola, pancada e gol. Aos 23 do segundo tempo, a vaga era novamente do Brasil.
Porém, 6 minutos depois, numa jogada de escanteio, Rossi faz o terceiro gol italiano. O relógio marcava 29 do 2º tempo, e a Itália novamente ficava em vantagem.
A Itália ainda teve um gol mal anulado por impedimento e, a poucos minutos do apito final, o Brasil teve uma chance de empatar em cabeçada do zagueiro Oscar, que Zoff salvou em cima da linha. Relembra o goleiro:
| “ | "Para mim, o momento determinante daquele jogo contra o Brasil foi a defesa da cabeçada do Oscar, a poucos minutos do fim. Eu peguei a bola em cima da linha. Isso nos permitiu manter a vitória e, depois, ganhar a Copa. O jogo com o Brasil foi o mais bonito e mais importante, aquele que todos na Itália recordam. E todos lembram da minha defesa na linha, quando os brasileiros já comemoravam e achavam que tinha sido gol. Foi um momento intenso, porque eu tive medo de que o juiz não visse bem. Todos os torcedores italianos me lembram daquela defesa." | ” |

### Pós-Jogo

#### No Brasil
- Após o jogo, o técnico Telê Santana acalmou os jogadores no vestiário: "Voltem tranqüilos para o Brasil. Vocês jogaram o melhor futebol da Copa e o mundo inteiro aplaudiu o nosso time."[20]
- Para Waldir Peres perdeu para Itália porque Batista não jogou: “O Batista tinha sido escalado pelo Telê Santana contra a Argentina para ir pegando entrosamento porque ele estava sendo preparado para enfrentar a Itália. Faltava um jogador de marcação para proteger a zaga. Mas o Diego Maradona acertou uma pancada nele e ele não pode jogar”.[21]
- De acordo com Jairo dos Santos, observador técnico da comissão da seleção, o Brasil perdeu por ser uma equipe extremamente ofensiva: "Na época, um computador definiu o sistema tático da Seleção Brasileira de acordo com a posição média dos jogadores calculada a partir do centro do raio de ação. Deu algo parecido com um 2-3-5. Foi uma derrota terrível, mas tenho muito orgulho do futebol que nós jogamos naquela Copa do Mundo."[22]
- O jornalista Mauro Cezar Pereira vai na mesma linha: "Defesa só razoável ante adversário forte, que fizera ótimo Mundial em 1978. Estilo bonito, ofensivo, mas desprotegido, otimismo exagerado ao redor, como se a possibilidade de derrota não existisse. Perder para a Itália foi algo que nos surpreendeu, machucou, mas não houve injustiça nos 90 minutos. Eles foram superiores, mais competitivos e estavam preparados para vencer. O Brasil não estava preparado para perder. Por isso essa ferida jamais cicatrizará."[23]
- O ex-treinador da seleção João Saldanha, em crônica para o Jornal do Brasil, após a partida, no dia 6 de julho, culpou a deficiência na preparação física e a fragilidade do lado direito do Brasil: "No jogo da Itália, com mais quinze minutos [Leandro] sairia levado pelas enfermeiras não para um hospital, mas para um cemitério. Estava morto de cansaço. E o Cabrini folgava sempre. Era jogada de desafogo do time italiano. Qualquer problema e bastava jogar a bola por ali. Fizeram o primeiro e, quando precisavam da cera, bastava segurar o jogo pelo lado onde tínhamos apenas o Leandro. Sim, Zico, Sócrates, Júnior, Cerezo e este estupendo Falcão sempre estiveram muito bem. Mas até carregadores de piano cansam quando fazem esforços acima de sua capacidade. Nosso time, com a tão decantada preparação especial, estava muito cansado no final do jogo. (...) Se chegamos a uma posição tão elevada, devemos à qualidade de quatro ou cinco jogadores excepcionais, mas cuja capacidade física também tem seus limites. "[24]

#### Na Itália
- Para Dino Zoff, a seleção italiana venceu por ser mais rápida: “O Brasil tinha uma grande seleção, mas nós tínhamos um time mais rápido. Éramos muito velozes e perigosos no contra-ataque. Por isso ganhamos. O Brasil tinha uma boa posse de bola, mas nós éramos muito rápidos. O Brasil até tinha arranque e velocidade, mas nós tínhamos mais”.[25]
- Para Giancarlo Antognoni, a seleção italiana estava menos tensa em campo por não ser a favorita: "Recebemos muitas críticas no início do campeonato, assim que depois disso enfrentamos aquelas duas grandes seleções com a sensação de que já não tínhamos nada a perder. Se perdêssemos, seria para dois times que eram, no papel, melhores do que nós. Depois de ganhar da Argentina ainda fomos a campo mais tranquilos. Por outro lado, eles estavam obrigados a ganhar. Assim que, do ponto de vista psicológico, nós estávamos melhor preparados. Não precisávamos ganhar. Estas coisas acontecem muito no futebol: se você joga contra alguém que é melhor, se considera normal perder; quando é o oposto, ocorre exatamente o contrário. E a concentração com o qual enfrenta o jogo é diferente".[26]
- Após a partida, Pelé definiu Bruno Conti como "o melhor jogador do mundo".[27]
- Para a revista esportiva italiana Guerin Sportivo, o duelo de Sarria foi a "partida da vida" para quem era jovem na época.[28]

| Classificação Final do Grupo 3                      | Classificação Final do Grupo 3 | Classificação Final do Grupo 3 | Classificação Final do Grupo 3 | Classificação Final do Grupo 3 | Classificação Final do Grupo 3 | Classificação Final do Grupo 3 | Classificação Final do Grupo 3 | Classificação Final do Grupo 3 | Classificação Final do Grupo 3 |
| Pos                                                 | Seleção                        | Pts                            | J                              | V                              | E                              | D                              | GP                             | GC                             | SG                             |
| --------------------------------------------------- | ------------------------------ | ------------------------------ | ------------------------------ | ------------------------------ | ------------------------------ | ------------------------------ | ------------------------------ | ------------------------------ | ------------------------------ |
| 1                                                   | Itália                         | 4                              | 2                              | 2                              | 0                              | 0                              | 5                              | 3                              | +2                             |
| 2                                                   | Brasil                         | 2                              | 2                              | 1                              | 0                              | 1                              | 5                              | 4                              | +1                             |
| 3                                                   | Argentina                      | 0                              | 2                              | 0                              | 0                              | 2                              | 2                              | 5                              | −3                             |
| *Notas: 2 pontos para o vencedor e 1 para o empate. |                                |                                |                                |                                |                                |                                |                                |                                |                                |

| Resultados do Grupo 3 | Resultados do Grupo 3 | Resultados do Grupo 3 | Resultados do Grupo 3 |
| --------------------- | --------------------- | --------------------- | --------------------- |
| 29 de junho           | Itália                | 2 – 1                 | Argentina             |
| 2 de julho            | Argentina             | 1 – 3                 | Brasil                |
| 5 de julho            | Brasil                | 2 – 3                 | Itália                |

|  | Classificada para a Semifinal |
|  | Eliminadas na 2ª Fase         |

#### Legados
Para muitos, o resultado causou uma profunda transformação no futebol mundial, com o pragmatismo de um estilo mais defensivo imperando no planeta bola nos anos seguintes. Paolo Rossi, por outro lado, negou o impacto mundial do jogo, declarando que "não se pode atribuir um peso tão grande aquela partida" cujas consequências estariam restritas ao Brasil.
O treinador José Mourinho lembrou do confronto para explicar sua visão de que o futebol é um jogo coletivo: "Enquanto treinador, e não como torcedor, o futebol para mim será sempre em equipe. E eu prefiro treinar uma equipe do que um grupo de grandes jogadores. Então, se naquele momento específico me perguntasse se eu queria ir para o banco do Brasil ou da  Itália, eu iria para o banco da Itália".
Josep Guardiola declarou: "“As pessoas tentam julgar o sucesso por títulos e por recordes, mas, assim como um bom livro ou um bom filme, um time pode ter um impacto nas pessoas para sempre. Esse foi o Brasil 82 para mim.".
A eliminação também marcou a queda de uma das seleções brasileiras mais badaladas de todos os tempos. Em 2006, Brasil também era considerado por muitos a ser favorito, mas acabou sendo eliminado para a França com gol de Thierry Henry. A eliminação do Brasil para a Croácia na Copa do Mundo FIFA de 2022 foi dito como o "Sarriá 2.0" por alguns da mídia. 

#### Estatísticas e Curiosidades
- Esta foi a última derrota do Brasil para a Itália. Até o final de 2013, haviam sido realizados sete duelos entre brasileiros e italianos. O Brasil venceu quatro vezes e aconteceram três empates, incluindo o 0 a 0 da final da Copa do Mundo de 1994.[34]
- Esta foi a única vez que um jogador fez um hat trick na Seleção Brasileira em Copas do Mundo.[35]
- Até 2012, Paolo Rossi foi o único jogador a marcar um hat trick na Seleção Brasileira em jogos oficiais. Lionel Messi, num amistoso, também fez 3 e entrou para este seleto grupo de 2 jogadores a marcarem 3 gols numa mesma partida contra a Seleção Brasileira.[36]
- Vale lembrar que, em partida válida pela Primeira Fase da Copa de 1938, o atacante polonês Ernest Wilimowski marcou 4 gols, na partida vencida pelo Brasil por 6x5.
- O Brasil de 1982 caiu na 2ª fase e terminou em 5º lugar com 15 gols marcados e seis sofridos em cinco jogos, a melhor campanha entre as equipes fora da semifinal. A Itália foi campeã com 12 gols marcados e seis sofridos em sete jogos.
- Nos três jogos da primeira fase e na partida de estreia na segunda fase, contra a Argentina, Paolo Rossi não havia balançado as redes uma vez sequer. Foi contra o Brasil, marcando três gols, que o atacante com então 25 anos iniciou sua trajetória rumo à artilharia do Mundial. Depois, fez os dois gols da vitória por 2 a 0 sobre a Polônia, na semifinal, e abriu o placar na decisão contra a Alemanha Ocidental.[37]
- Após o apito final do árbitro, um garotinho foi clicado pelo fotógrafo Reginaldo Manente enquanto chorava a eliminação brasileira na Copa. Esta foto estampou a capa do “Jornal da Tarde”, na edição do dia posterior a eliminação brasileira. Somente a foto, ampliada, sem texto nenhum além da data da tragédia do Sarriá. A imagem ganhou o Prêmio Esso, láurea maior entre os jornalistas do país. O garoto, José Carlos Vilela Júnior, tinha 10 anos de idade à época, e atualmente é advogado em Florianópolis.[38][39] | “ | "Acabou a partida e eu precisava mostrar o sentimento que ficou disso. Não dava nem para engolir saliva: um nó na garganta, uma cara de idiota... Tive que fazer a leitura do que o jornal estava pensando e de como seria a primeira pagina, a capa. | ” |

### Na Mídia
Livros que contam sobre esta partida:
Visão Brasileira:
- 2012 - “Sarriá 82 – O que faltou ao futebol arte?”, de Gustavo Roman e Renato Zanata.
- 2012 - “Los Fantasmas de Sarrià Visten de Chándal“, de Wilmar Cabrera
- 2012 - “82 – Uma Copa – 15 Histórias“[41]

Visão Italiana:
- 2010 - "Italia-Brasile 3 a 2" de Davide Enia
- 2014 - "1982. Il mio mitico mondiale" de Paolo Rossi e Federica Cappelletti
- 2019 - "La Partita" de Piero Trellini

## Detalhes
| 5 de Julho de 1982 | Brasil                    | 2–3       | Itália                   | Estadio Sarriá, Barcelona              |
| 17:15 CEST         | Sócrates 12' · Falcão 68' | Relatório | Paolo Rossi 5', 25', 74' | Público: 44,000 Árbitro: Abraham Klein |

| Brasil | Itália |

| GK           | 1  | Waldir Peres (São Paulo)          |
| DF           | 2  | Leandro (Flamengo)                |
| DF           | 3  | Oscar (São Paulo)                 |
| DF           | 4  | Luizinho (Atlético Mineiro)       |
| DF           | 5  | Toninho Cerezo (Atlético Mineiro) |
| DF           | 6  | Júnior (Flamengo)                 |
| MF           | 15 | Falcão (Roma)                     |
| MF           | 8  | Sócrates (Corinthians)            |
| MF           | 10 | Zico (Flamengo)                   |
| MF           | 11 | Éder (Atlético Mineiro)           |
| CF           | 9  | Serginho (São Paulo) 69'          |
| Substitutos: |    |                                   |
| MF           | 7  | Paulo Isidoro (Grêmio) 69'        |
| GK           | 12 | Paulo Sérgio (Botafogo)           |
| DF           | 13 | Edevaldo (Internacional)          |
| DF           | 14 | Juninho (Ponte Preta)             |
| DF           | 16 | Edinho (Udinese)                  |
| DF           | 17 | Pedrinho (Vasco da Gama)          |
| MF           | 18 | Batista (Grêmio)                  |
| CF           | 19 | Renato (São Paulo)                |
| CF           | 20 | Roberto Dinamite (Vasco da Gama)  |
| MF           | 21 | Dirceu (Atlético Madrid)          |
| GK           | 22 | Carlos (Ponte Preta)              |
| Técnico:     |    |                                   |
| Telê Santana |    |                                   |

| GK           | 1  | Dino Zoff (Juventus)                  |
| DF           | 4  | Antonio Cabrini (Juventus)            |
| DF           | 5  | Fulvio Collovati (Milan) 34'          |
| DF           | 6  | Claudio Gentile (Juventus) 13'        |
| DF           | 7  | Gaetano Scirea (Juventus)             |
| MF           | 9  | Giancarlo Antognoni (Fiorentina)      |
| MF           | 13 | Gabriele Oriali (Internazionale) 78'  |
| MF           | 14 | Marco Tardelli (Juventus) 75'         |
| MF           | 16 | Bruno Conti (Roma)                    |
| CF           | 19 | Francesco Graziani (Fiorentina)       |
| CF           | 20 | Paolo Rossi (Juventus)                |
| Substitutos: |    |                                       |
| DF           | 2  | Franco Baresi (Milan)                 |
| DF           | 3  | Giuseppe Bergomi (Internazionale) 34' |
| DF           | 8  | Pietro Vierchowod (Fiorentina)        |
| MF           | 10 | Giuseppe Dossena (Torino)             |
| MF           | 11 | Giampiero Marini (Internazionale) 75' |
| GK           | 12 | Ivano Bordon (Internazionale)         |
| MF           | 15 | Franco Causio (Udinese)               |
| CF           | 17 | Daniele Massaro (Fiorentina)          |
| CF           | 18 | Alessandro Altobelli (Internazionale) |
| CF           | 21 | Franco Selvaggi (Cagliari)            |
| GK           | 22 | Giovanni Galli (Fiorentina)           |
| Técnico:     |    |                                       |
| Enzo Bearzot |    |                                       |

| Árbitros Assistentes: Thomson Chan Bogdan Dotchev |

### Estatísticas
| Geral               | Italy | Brasil |
| ------------------- | ----- | ------ |
| Gols marcados       | 3     | 2      |
| Posse de Bola       | 45%   | 55%    |
| Finalizações totais | 9     | 27     |
| Finalizações certas | 3     | 8      |
| Escanteios          | 1     | 4      |
| Impedimentos        | 1     | 3      |
| Faltas cometidas    | 19    | 21     |